# Burg Magerbein
Die Burg Magerbein ist eine abgegangene mittelalterliche Burg an der Stelle der ehemaligen Kapelle St. Martha und heutigen Dorfkapelle in Burgmagerbein, einem heutigen Ortsteil des Marktes Bissingen im Landkreis Dillingen an der Donau in Bayern.
Die Burg wurde im 12. Jahrhundert von den Herren von Magerbein, die vom 12. Jahrhundert bis 1366 nachweisbar sind, erbaut. 1366 wurde die Burg von einem Ott Büffel von Magerbein an die Herren von Stain (Diemantstein) verkauft. 